# BL 1020
 (août 2017).
Si vous disposez d'ouvrages ou d'articles de référence ou si vous connaissez des sites web de qualité traitant du thème abordé ici, merci de compléter l'article en donnant les références utiles à sa vérifiabilité et en les liant à la section « Notes et références ».

La molécule de BL 1020

Le BL-1020 (4-aminobutanoate de perphenazine) est un antipsychotique. 
Il s'agit d'un ester de la perphénazine et du GABA, présentant moins d'effet indésirables que cette dernière ainsi que des effets pro-cognitifs dans les essais. Il a été développé par BioLineRx, une société pharmaceutique israélienne. La molécule a été testé pour être un potentiel traitement de la schizophrénie,.

## Mécanisme d'action
Agoniste GABA-A et antagoniste des récepteurs dopaminergiques D2.